# 188 Menipa
188 Menipa (mednarodno ime 188 Menippe) je velik asteroid tipa S v glavnem asteroidnem pasu. 

## Odkritje
Asteroid je odkril nemško–ameriški astronom Christian Heinrich Friedrich Peters (1813 – 1890) 18. junija 1878 . Imenuje se po Menipi, eni izmed hčerk Oriona iz grške mitologije.

## Lastnosti
Asteroid Menipa obkroži Sonce v 4,59 letih. Njegova tirnica ima izsrednost 0,177, nagnjena pa je za 11,733° proti ekliptiki. Njegov premer je 38,61 km, okoli svoje osi pa se zavrti v 11,974 h .